# 高爾 (密蘇里州)
高爾（英語：Gower）是位於美國密蘇里州布坎南縣及克林頓縣的城市。

## 人口
根據2020年美國人口普查的數據，高爾的面積為2.62平方千米，皆為陸地。當地共有人口1533人，而人口密度為每平方千米585人。